# Trading
Als mercats de valors, el trading (en català negociació borsària) és l'especulació sobre instruments financers amb l'objectiu d'obtenir un benefici. El trading es basa principalment en l'anàlisi tècnica i l'aplicació d'una estratègia concreta per operar.
Les persones que exerceixen la professió de trading se'ls coneix com a traders (o, alternativament, operadors o negociadors per compte propi), els quals poden treballar de forma independent, en un fons d'inversió, en un banc o en una altra entitat financera. Els traders es classifiquen en scalpers, day traders, swing traders i position traders depenent de la durada de les seves operacions. Allò oposat a un trader és un inversor, que opera per naturalesa a llarg termini. Un trader pot actuar com a agent intermediari, especulador, arbitratgista o operador de cobertura, amb l'objectiu d'obtenir un benefici. Poden a més de ser traders particulars i gestionar el seu propi capital, gestionar capital de tercers com a money managers.

## Formació i remuneració
Un trader sol tenir una formació en ciències exactes o socials (Economia, Administració, Comptabilitat, Psicologia, Enginyeria) amb coneixements no només en finances, sinó també en matemàtiques i estadística.
Als bancs i fons, les remuneracions solen ser altes comparat a altres professions, pels "bonus" que cobren a final d'any segons què han guanyat per a l'entitat. El bonus pot esdevenir diverses vegades el sou fix. La carrera sol ser força curta (poques persones tenen més de 40 anys), però amb la crisi del 2008-2012, aquest fet té tendència a canviar. Una de les justificacions dels sous i bonus alts és l'estrès que genera el mercat, i la responsabilitat deguda a la quantitat de diners que s'està gestionant de vegades per una sola persona (inversions de desenes de milions).
Un trader opera als mercats a curt termini i aspira a tenir una rendibilitat ràpida, però la recerca de diners per mitjà de les activitats a curt termini als mercats financers és contrària a algunes morals religiosa.
Un trader independent també pot tenir molt bons resultats, però molt pocs tenen aquesta consistència. Una professió relacionada amb la del trader és la del broker o corredor de borsa, si bé aquest últim es limita a intermediar entre compradors i venedors, portant-se una comissió per cada operació, mentre que el trader compra i ven actius per a si mateix buscant un benefici en la diferència entre el preu de la compra i el de la posterior venda o viceversa.

### Alguns traders cèlebres
Entre molts altres traders cèlebres es troben Jesse Livermore, Jim Rogers , Steve Cohen , Paul Tudor Jones , John D. Arnold , John Paulson , Ray Dalio. També fou força conegut en Nick Leeson, , empleat del Baring Brothers qui en 1995 va fer-lo fallir amb una pèrdua 827 milions de lliures fonamentalment especulant en contractes de futurs utilitzant com a garanties el capital de l'entitat.

## Estratègies del trader
Un trader utilitza una o diverses combinacions d'estratègies fonamentant les seves decisions en diverses anàlisis. Aquests poden ser:
- Anàlisi tècnica: el trader utilitza l'anàlisi de gràfiques per intentar predir preus futurs i corbes de tendències.
- Anàlisi fonamental: s'utilitza la informació comptable de l'empresa per avaluar la tendència del preu.
- Anàlisi macroeconòmica: es tenen en compte les variacions que hi hagi a l'economia.
- Anàlisi quantitativa: s'usa l'estadística per predir moviments als preus.